# Зуйков, Николай Иванович
Николай Иванович Зуйков (24 декабря 1900 — 4 сентября 1942) — советский военный разведчик, контр-адмирал, участник Гражданской и Великой Отечественной войн.

## Биография
Николай Иванович Зуйков родился 24 декабря 1900 года в городе Санкт-Петербурге. В 1918 году был призван на службу в Рабоче-Крестьянскую Красную армию. Участвовал в Гражданской войне, будучи командиром взвода, помощником командира отряда, командиром полуроты, комиссаром 8-го отделения Петроградской ЧК, командиром роты батальона Особого назначения ВЧК, командиром взвода 32-го стрелкового полка. Активно участвовал в обороне Петрограда от войск генерала Н. Н. Юденича, антисоветских формирований в Белоруссии и на Гдовщине. В 1919 году окончил командные курсы в Петергофе.
После окончания войны продолжал службу в различных частях сухопутных войск и Военно-морского флота СССР. Прошёл служебный путь до начальника мобилизационной части штаба береговой обороны Балтийского флота. В 1932 году окончил военно-морской факультет Военно-морской академии имени К. Е. Ворошилова. В апреле того же года переведён в центральный аппарат Генерального штаба Рабоче-Крестьянской Красной Армии, был помощником начальника сектора, помощником начальника, заместителем начальника, начальника морского отдела Генштаба. С марта 1938 года возглавлял 1-й отдел Главного морского штаба, став таким образом руководителем советской военно-морской разведки. В марте 1939 года назначен на должность заместителя начальника Генерального штаба РККА, а через два месяца возглавил Разведывательное управление Военно-морского флота СССР. В этой должности он встретил начало Великой Отечественной войны.
В сентябре 1941 года был переведён в систему военно-морских учебных заведений, в течение четырёх месяцев являлся заместителем начальника управления, а в декабре того же года возглавил Каспийское военно-морское училище имени С. М. Кирова. В июле 1942 года был направлен в осаждённый Ленинград, где занял должность заместителя начальника штаба Балтийского флота. Трагически погиб 3 сентября 1942 года при исполнении служебных обязанностей при столкновении двух самолётов. Похоронен на Коммунистической площадке Александро-Невской лавры (ныне — Казачье кладбище Александро-Невской лавры).

Могила Зуйкова на Казачьем кладбище Александро-Невской лавры Санкт-Петербурга.

## Награды
- Орден Отечественной войны 1-й степени (6.05.1965, посмертно);
- Юбилейная медаль «XX лет Рабоче-Крестьянской Красной Армии» (22.02.1938).